# Eliahu Gutkowski
Eliahu Gutkowski wł. Eliasz Gutkowski (ur. 1 czerwca 1900 w Kalwarii na Litwie  zm. w 1943 w Warszawie) – polsko-żydowski historyk i nauczyciel, w trakcie okupacji niemieckiej sekretarz organizacji Oneg Szabat w getcie warszawskim.  

## Życiorys
Był synem rabina Jankiela (Jakuba) Gutkowskiego i Sary-Lei z domu Witenberg. Ukończył studia na Wolnej Wszechnicy Polskiej, gdzie uzyskał dyplom magistra filozofii z zakresu historii. Przed wojną pracował jako nauczyciel w szkołach miejskich w Łodzi. Był członkiem partii Poalej Syjon-Prawica. Współpracował również z różnymi żydowskimi instytucjami nauki i kultury na terenie Polski. 
Po wybuchu II wojny światowej jako uchodźca trafił wraz żoną i synem do Warszawy. W getcie warszawskim należał do najbliższych współpracowników Emanuela Ringelbluma, pełniąc funkcję drugiego sekretarz założonej przez niego grupy Oneg Szabat tworzącej konspiracyjne archiwum getta warszawskiego i był jednym z najaktywniejszych członków tej grupy. Zbierał i notował relacje uchodźców i przesiedleńców, wspólnie z Hereszem Wasserem przygotowywał cotygodniowe biuletyny informacyjnej dla polskiej i żydowskiej prasy konspiracyjnej. Nakłonił do współpracy z grupą literata Pereca Opoczyńskiego, a także Icchaka Kacenelsona i Icchaka Cukiermana do przekazania swoich materiałów do archiwum. Był także współautorem opracowanego wraz z Ringelblumem i Wasserem raportu pt. Gehenna polskich Żydów. Był również bliskim współpracownikiem Droru w getcie. Pracował jako nauczyciel w konspiracyjnym gimnazjum Droru, współredagował konspiracyjny tygodnik tej organizacji, a także był lektorem na jej seminariach. Wraz z Ichcakiem Cukiermanem redagował wydany w konspiracji literacko-historyczny esej pt. Martyrologia i bohaterstwo Żydów w świetle współczesności. 
We wrześniu 1942, w trakcie wielkiej akcji deportacyjnej, zbiegł z pociągu jadącego do obozu zagłady w Treblince i powrócił do getta. W listopadzie tego samego roku wraz Ringelblumem i Wasserem opracował kolejny raport pt. Likwidacja żydowskiej Warszawy.
Eliahu Gutkowski zginął prawdopodobnie wraz z żoną Lubą i synem Gabrielem Zeewem w trakcie powstania w getcie warszawskim.